# AG Кіля

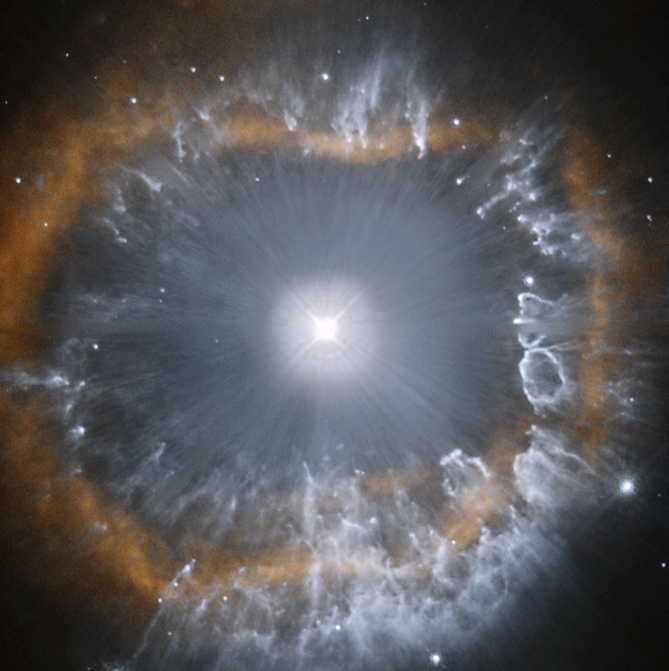
Зображення зірки AG Кіля, отримане телескопом «Хаббл».

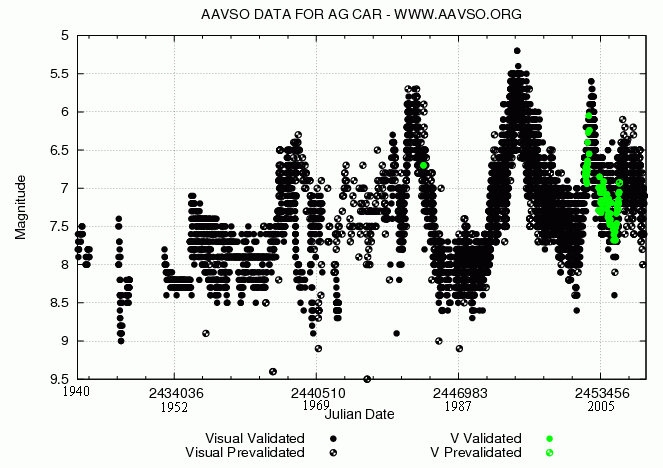
Крива блиску зорі AG Кіля з 1 січня 1940 року по 23 листопада 2010 року, створенаоздана AAVSO.

AG Кіля (AG Carinae, AG Car) — зоря сузір'я Кіля. Спектральний клас: B2:pe, OBe, B(2)pe, WN11h, B9/A0I, B2/3Ib, WN11, B1/2I. Маса: 55M☉ (M☉ = (1,98847 ± 0,00007)⋅1030 кг). Радіус: 275±225 R☉ (R☉=6,960⋅108 м = 0,004652 астрономічної одиниці). Швидкість обертання: 220 км/c. Блиск: 7,00, 7,57, 6,96, 7,73±0,3, 7,3204±0,0258, 5,42±0,02, 5,084±0,046, 4,531±0,015, 8,11±0,44, 7,35±0,37, 7,18±0,41. Спостерігається виключно у телескоп. Абсолютна зоряна величина: −8. Світність: 1,5106 L☉. Клас змінних зірок: яскраві блакитні змінні. Паралакс: 0,1532±0,0291 мілісекунда дуги, 0,19±0,7 мілісекунда дуги, 0,4±0,22 мілісекунда дуги. Відстань від Землі: 1338 світлових років.
На світлині вибуху AG Carinae видно викид розпечених матеріалів назовні — вони нагадують сітківку ока довкола зіниці. Цей вибух стався близько 10 тис. років тому. Різні форми й вигини зоряного пилу формує зоряний вітер, видкість якого повинна дорівнювати близько 1 000 000 км/год. Невдовзі, за прогнозами науковців, AG Carinae зазнає ще кілька подібних вибухів і з моментом виснаження всіх запасів водню в її ядрі, вона, швидше за все, перетвориться на наднову.

## Інтернет-ресурси
- Samus, N. N.; Durlevich, O. V. та ін. (2004). Combined General Catalogue of Variable Stars (GCVS4.2). Архів оригіналу за 23 листопада 2006. Процитовано 4 січня 2007. {{cite web}}: Явне використання «та ін.» у: |author3= (довідка)
- 2MASS Atlas Image Gallery: Miscellaneous Objects [Архівовано 14 січня 2018 у Wayback Machine.]
- http://jumk.de/astronomie/big-stars/ag-carinae.shtml [Архівовано 12 квітня 2016 у Wayback Machine.]
- Simbad [Архівовано 16 березня 2016 у Wayback Machine.]
- https://www.youtube.com/watch?v=ARTWCk1ieg4 [Архівовано 3 травня 2021 у Wayback Machine.] Zoom to AG Carinae with the Hubble Space Telescope
- 2MASS Atlas Image Gallery: Miscellaneous Objects [Архівовано 14 січня 2018 у Wayback Machine.] includes an infrared image of AG Carinae
- Hubble Space Telescope zooms to AG Carinae [Архівовано 3 травня 2021 у Wayback Machine.] YouTube
- Lynn Jenner (21 квітня 2021). Hubble Captures Giant Star on the Edge of Destruction. NASA. Архів оригіналу за 11 травня 2021. Процитовано 25 квітня 2021.